# Fantasma per amore (film 1996)
(Frase iniziale)
Fantasma per amore (The Canterville Ghost) è un adattamento televisivo del racconto Il fantasma di Canterville di Oscar Wilde, trasmesso nel 1996.

## Trama
Il fisico americano Hiram Otis si reca in Inghilterra, a Canterville Hall, per una sua ricerca, con la moglie, la figlia Virginia e due ragazzi più giovani, Adam e Washington.
Il castello di Canterville è infestato dal fantasma di sir Simon: il fantasma vaga la notte per spaventare e scacciare gli abitanti del castello, a causa di un incantesimo di una strega, che volle punirlo di essere stato la causa della morte della sua moglie Eleonore, con la sua folle gelosia.
La famiglia Otis, visitando il grande castello nella biblioteca trova una macchia che la leggenda diceva essere il sangue di Lady Eleonore. La signora Otis con uno smacchiatore americano fa scomparire la macchia, ma questa misteriosamente ricompare, anche se la porta della biblioteca rimane chiusa. La nuova macchia però è colorata con colori ad olio. Visto che Virginia dipinge, viene accusata dal padre di aver dipinto la macchia sul pavimento.
I ragazzi, non troppo spaventati dal fantasma, ne costruiscono uno finto che addirittura spaventa quello vero: Sir Simon adirato per la burla fa cadere a terra con grande fracasso il fantoccio del fantasma, lo scompiglio che segue accorrono tutti gli ospiti, che anche questa volta credono sia opera di Virginia, e il padre decide come punizione di rispedirla in America. Virgina però nel frattempo aveva stretto una tenera amicizia con il giovane vicino Francis e desiderava restare a Canterville. 
Per questo, dopo aver scoperto il luogo dove era confinato il fantasma, e aver fatto amicizia con lui, chiede aiuto per vincere l'incredulità del padre.
I due organizzano una recita in cui il fantasma compare nel ruolo del fantasma del padre di Amleto, in modo tale da convincere il padre dell'esistenza dei fantasmi, ma a metà della recita il fantasma vinto dall'emozione si blocca e scompare. Anche stavolta il padre rimane incredulo. A questo punto sir Simon rivela la  profezia dell'incantesimo e chiede l'aiuto di Virginia: la ragazza dovrà pregare per lui e chiedere all'angelo della morte di spezzare l'incantesimo e concedere all'anima di sir Simon l'eterno riposo.
Virginia accetta e si inoltra nel regno delle tenebre con sir Simon. Tutti, quando si accorgono della sua scomparsa, la cercano, ma ella riuscirà a ritornare dal regno della morte con l'aiuto della famiglia dopo aver svolto il suo compito. Alla fine la pace ritorna a Canterville, il giardino rifiorisce e la profezia si compie. Virginia sposerà il giovane duca Francis.  